# 丹保殊足球會
丹保殊足球會（FC Den Bosch）是荷兰斯海尔托亨博斯的一支足球俱乐部。俱乐部创建于1965年8月18日，最初叫做丹保殊足球會/BVV。球队是继承了BVV俱乐部(1906年)和威廉明纳俱乐部(1890年)。球队的体育场为邓福利尔特，一个拥有8,500个座位的球场。
荷兰著名球星路德·范尼斯特鲁伊的职业生涯就起自这支俱乐部。在2005年球队在联赛中名列倒数第一从而从荷甲降入荷兰足球乙级联赛。

## 球队荣誉
- 荷兰足球甲级联赛
  - 冠军 1947年

## 球队名稱
- FC Den Bosch/BVV (1965–1967)
- FC Den Bosch '67 (1967–1988)
- BVV Den Bosch (1988–1992)
- FC Den Bosch (1992–現在)